# Mike Olsowski
Mike Olsowski (* 1973 in Lübeck) ist ein deutscher Schauspieler und Hörspielsprecher.

## Leben
Mike Olsowski absolvierte seine Schauspielausbildung von 1996 bis 2000 an der Otto-Falckenberg-Schule in München. Während seiner Ausbildung spielte er kleine Rollen an den Münchner Kammerspielen, u. a. in Regiearbeiten von Dieter Dorn. 1999 gastierte er an den Vereinigten Bühnen Bozen als Romeo in Romeo und Julia. Anschließend folgte 2000 ein Engagement beim Berliner Männerensemble, wo er in den Sophiensælen die Adela in Bernarda Albas Haus spielte.
Sein erstes Festengagement hatte er 2000–2002 am Theater Krefeld, mit Rollen wie Cleante in Der Geizige (2000, Regie: Volker Schmalöer), Johann in Die Familie Schroffenstein (2002, Regie: Kay Neumann) und Hakenfinger-Jakob in Brecht/Weills Die Dreigroschenoper (2000–2002, Regie: Jens Pesel). Anschließend war er ab der Spielzeit 2002/03 bis Sommer 2004 an den Städtischen Bühnen Münster engagiert. Hier spielte er u. a. Wetter vom Strahl in Das Käthchen von Heilbronn (2003, Regie: Volker Schmalöer), Biff in Tod eines Handlungsreisenden (2004, Regie: Markus Kopf) und Marinelli in Emilia Galotti (2004, Regie: Volker Schmalöer).
Mit Beginn der Spielzeit 2004/05 wechselte er ans Staatstheater Kassel, wo er bis 2007 blieb. Er arbeitete in seiner Kasseler Zeit u. a. mit den Regisseuren Schirin Khodadadian, Donald Berkenhoff, Jette Steckel und erneut mehrfach mit Volker Schmalöer zusammen. Dort gehörten u. a. Franz Moor in Die Räuber (2006, Regie: Schirin Khodadadian) und Domingo in Don Karlos (2007, Regie: Volker Schmalöer) zu seinen Rollen.
2009 gastierte er erstmals am Ernst Deutsch Theater in Hamburg, als Haimon in Antigone (Regie: Albert Lang). 2009 spielte er am Theater Lüneburg den Marquis von Posa in Don Karlos. 2010/2011 gastierte er am Altonaer Theater als King Marchard in dem Musical Victor/Victoria. Weitere Engagements am Ernst Deutsch Theater hatte er als Nihad in Verbrennungen von Wajdi Mouawad (2012, Regie: Albert Lang) und als Mike Drysdale in der deutschsprachigen Erstaufführung von David Hares Theaterstück Gethesame (2012, Regie: Rüdiger Burbach).
Olsowski übernahm auch einige Film- und Fernsehrollen. In Maike Mia Höhnes Kinofilm 3/4 (2014) spielte er an der Seite von Anneke Kim Sarnau, Helene Grass und Stephan Szász. Episodenrollen hatte er in den Fernsehserien Küstenwache (2015; als Harald Jacobs), Die Kirche bleibt im Dorf (2015; als Lehrer Manfred Näher, mit Karoline Eichhorn als Partnerin) und Die Pfefferkörner (2016; als Vater Thomas Dose, dessen Sohn durch eine künstliche Befruchtung gezeugt wurde, an der Seite von Maria Ketikidou). Im Januar 2017 war Olsowski in der Fernsehserie In aller Freundschaft – Die jungen Ärzte in einer Episodenhauptrolle zu sehen; er spielte den Vater Stefan Laukner, der ein schwieriges Verhältnis zu seiner Tochter hat. In der 7. Staffel der TV-Serie Morden im Norden (2021) übernahm er eine der Episodenhauptrollen als tatverdächtiger Lübecker Pensionsinhaber Thomas Singer. In der 4. Staffel der ZDF-Serie SOKO Hamburg (2022) war Olsowski in einer Episodenhauptrolle als Zollfahnder Jörg Hammerschmidt und früherer Kollege des Polizeiermittlers Oskar Schütz (Marek Erhardt) zu sehen.
Olsowski nahm zahlreiche Hörspiele auf, u. a. in Produktionen des BR, WDR, NDR, von Deutschlandradio und für Toneworx. Regelmäßig war er zwischen 2010 und 2016 als Hörspielsprecher für die Hörspielreihen Die drei ???, Fünf Freunde, TKKG und Bob der Baumeister verpflichtet.
Olsowski ist Mitglied im Bundesverband der Film- und Fernsehschauspieler (BFFS). Er lebt in Hamburg.

## Filmografie (Auswahl)
- 2013: Denn die Lebenden wissen, dass sie sterben werden. Die Toten aber wissen nichts. (Kurzfilm)
- 2014: 3/4 (Kinofilm)
- 2015: Küstenwache (Fernsehserie, Folge Flucht in Ketten)
- 2015: Die Kirche bleibt im Dorf (Fernsehserie)
- 2016: Die Pfefferkörner (Fernsehserie, Folge Der Zwilling)
- 2017: In aller Freundschaft – Die jungen Ärzte (Fernsehserie, Folge Die Mauer zwischen uns)
- 2019: Fast perfekt verliebt
- 2021: Morden im Norden (Fernsehserie, Folge Alte Heimat)
- 2022: SOKO Hamburg (Fernsehserie, Folge Schlangengrube)
- 2025: Dr. Nice – Flammende Herzen (Fernsehreihe)